# Luis Trenova Balharry
Luis Trenova Guerra; (Santiago, 11 de noviembre de 1876 - 24 de diciembre de 1948) fue un Ingeniero y político radical chileno. Hijo de José Luis Trenova Benavides y María Teresa Balharry Traver. Contrajo matrimonio con Raquel Celedón Silva.  
Educado en el Colegio San Pedro Nolasco y en la Facultad de Ingeniería de la Universidad de Chile, donde se graduó como Ingeniería industrial. Se desempeñó en el Ministerio de Obras Públicas, como ingeniero en jefe ocupado de varias remodelaciones industriales de Santiago y el puerto de Valparaíso.
Se trasladó a Rancagua, donde estuvo a cargo de Fundición Talleres del Mineral El Teniente. Comenzó entonces a dedicarse a la política, ingresando al Partido Radical. 
Designado alcalde de la Municipalidad de Rancagua (1927-1929). Confirmado en el cargo de alcalde (1929-1932). En ambos períodos edilicios su gestión se centró en la ampliación del sistema de alcantarillado a poblaciones como Centenario y Rubio, la pavimentación de calles y la renovación del Hospital de la ciudad.